# Caviphantes
Caviphantes is een geslacht van spinnen uit de familie hangmatspinnen (Linyphiidae).

## Soorten
De volgende soorten zijn bij het geslacht ingedeeld:
- Caviphantes dobrogicus (Dumitrescu & Miller, 1962)
- Caviphantes flagellatus (Zhu & Zhou, 1992)
- Caviphantes pseudosaxetorum Wunderlich, 1979
- Caviphantes samensis Oi, 1960
- Caviphantes saxetorum (Hull, 1916)